# Sulejman Pasza (syn Orchana)
Sulejman Pasza (ur. ok. 1316, zm. 1357) – najstarszy syn sułtana Orchana z dynastii Osmanów.
Był głównym architektem ekspansji osmańskiej w Europie. Sulejman po raz pierwszy pojawił się w Tracji już w 1346 udzielając poparcia Janowi Kantakuzenowi (1347-1354). W 1352 udzielił ponownie wsparcia Kantakuzenom przeciwko Janowi V Paleologowi (1341-1391). Wojska tureckie rozbiły wtedy serbskich sojuszników Paleologa w bitwie pod Didymotyką. W marcu 1354 po trzęsieniu ziemi Sulejman zajął miasto Gallipoli. Zmarł na skutek upadku z konia. 